# Bosje
Bosje est un hameau dans la commune néerlandaise d'Aa en Hunze, dans la province de Drenthe. Le 1er janvier 2008, Bosje - dépendance de Gieterveen - comptait 13 habitants.